# 1799 у літературі

## Події
- Луї Ніколя Робер отримав патент на винахід папероробної машини

## Твори
- Валленштейн — драматична трилогія Шиллера
- «Перший нарис системи філософії природи» — праця німецького філософа-ідеаліста Фрідріха Вільгельма Шеллінга
- «Про дилетантизм» (нім. «Über den Dilettantismus») (Шиллер у співавторстві з Гете)
- «Гіперіон» (друга частина) — роман Фрідріха Гельдерліна, найбільший з його творів

## Видання
- Вийшли перші два томи головної праці Лапласа — класичного «Трактату про небесну механіку»
- Вийшла книга шотландського дослідника Мунго Парка «Подорожі в глибинах Африки»
- «Нова Жустина, або Нещасна доля доброчинності» (фр. «La Nouvelle Justine, ou les Malheurs de la vertu» — роман Маркіза де Сада, третя редакція)

## Народилися
- 31 січня — Родольф Тепфер, швейцарський письменник і художник
- 4 лютого — Жуан-Баптішта ді Алмейда Гаррет, португальський письменник, очолював романтичний напрям у португальській літературі
- 7 березня — Франтішек Челаковський, чеський поет, філолог, діяч національного відродження
- 13 квітня — Людвіг Рельштаб, німецький романист, драматург і музичний критик
- 20 травня — Оноре де Бальзак, французький письменник
- 6 червня — Олександр Сергійович Пушкін, російський поет, драматург та прозаїк, реформатор російської літературної мови
- Кухаренко Яків Герасимович — український письменник, генерал-майор російської армії
- Ян Андращик — словацький письменник
- Вівьє де Стреел — валлонський поет

## Померли
- 18 травня — П'єр Бомарше, французький драматург і публіцист епохи Просвітництва
- Іван Пастелій — закарпатський педагог, історик, літератор і громадський діяч 18 століття
- Козельський Федір Якович — російський поет та письменник
- Жан Франсуа Мармонтель — французький філософ і есеїст, член Французької академії